# Areus I.
Areus I. (jiné názvy: Áreus I., Areios I., Areios I.; starořecky Ἄρειος Α) byl král Sparty od roku 309 př. n. l. do roku 265 př. n. l. Pocházel z královské rodiny Agiovců. Jeho spolukráli z rodu Eurypontovců byli Eudamidas I. (331–305 př. n. l.), Archidamos IV. (305–275 př. n. l.) a Eudamidas II. (275–244 př. n. l.).
Areios byl vnukem krále Kleomena II. Jeho nástupu na trůn předcházel spor mezi gerúsií a efory o to, kdo bude králem. Kleomenés měl dva syny, Akrotata a Kleonyma. Jelikož starší Akrotatos už nežil, navrhla gerúsia, aby se králem stal jeho syn Areus. Eforové se pokoušeli dosadit na trůn korunního prince Kleonyma. Gerúsia, která si v tomto období dějin Sparty získávala stále větší vliv v politickém dění, si však prosadila své.
V roce 280 př. n. l. se na podnět Sparty zmobilizovaly řecké státy, a to zejména členové právě vytvořeného Achajského spolku pod hnací silou Ptolemaia Kerauna s úmyslem ukončit dominanci Antigona Gonata. Spartský král Areios nato se spojenci vpadl na území Aitólskeho spolku do Fókidy, a to kvůli neoprávněnému obsazení posvátné půdy delfské věštírny městem Kirrha. Podle římského historika Justina ho po vyplenění města Kirrhy a jeho okolí napadli pastýři, kteří v počtu 500 mužů přepadali Sparťany a jejich spojence v horách a způsobili jim velké ztráty na životech. Údajně padlo až 9000 vojáků (tento počet je dost nereálný). Po tomto neúspěchu chtěla Sparta později boje obnovit, ale spojenci se nepřidali, protože podezřívali Spartu, že jí nejde o osvobození Řecka, ale jen o její mocenské cíle.
Po neúspěšném tažení v Itálii se v roce 274 př. n. l. Pyrrhos I. zapojil do zápasu o Makedonské království. Když obsadil část Makedonie, pokračoval v roce 272 př. n. l. ve válce na Peloponésu. Spartské vojsko porazil v otevřeném boji a začal s obléháním Sparty, ale narazil na nečekaně tuhý odpor. Král Areios byl v té době s 2000 vojáky na vojenské výpravě na Krétě, kam jej s žádostí o pomoc pozval městský stát Gortyn, který byl v konfliktu s Knóssem. Spartské vojsko se však stihlo vrátit a za pomoci vojska z Argu se mu podařilo Spartu ubránit. Pyrrhos odtáhl a napadl Argos, kde našel svou smrt. Při pouličních bojích mu na hlavu spadla břidlicová taška.
V roce 267 př. n. l. začala tzv. Chrémonidova válka, když na jedné straně početná koalice, kterou tvořily Sparta, Athény, Achaia a další řecké státy s podporou egyptského panovníka Ptolemaia II. bojovaly proti Makedonii, kde stále vládl Antigonos Gonatás. Makedonci měli na attickém území v pevnostech rozmístěny vojenské posádky, které kontrolovaly Pireus. Spartské vojsko ve snaze pomoci Athéňanům utrpělo u Korintu v roce 265 př. n. l. porážku, při níž v boji zemřel král Areus. Jeho následníkem se stal jeho syn Akrotatos.
Kolem roku 265 př. n. l. začala Sparta razit své první mince. Byly to stříbrné čtyřdrachmové mince se zobrazením krále Area.